# Ditopella fusispora
Ditopella fusispora är en svampart som beskrevs av De Not. 1863. Ditopella fusispora ingår i släktet Ditopella och familjen Gnomoniaceae.   Inga underarter finns listade i Catalogue of Life.